# كدية الجل
كدية الجل، إحدى الجبال أو القمم العالية، فهي تعتبر من أطول الجبال في موريتانيا إذ يصل إرتفاعها 950 متر فوق سطح البحر تقع كدية الجل في الشمال الموريتاني قرب مدينة الزويرات عاصمة ولاية تيرس زمور.
توجد معادن داخلها ويتم إستخراجها عن طريق الشركة الموريتانية أسنيم وتتم نقل المعادن إلى ميناء نواذيبو وهناك تتم عملية التصدير.
الجبل والمنطقة المحيطة به غنية برواسب الحديد، ويعتقد أنه تم إستخراجها هنا منذ القرن الحادي عشر وإستغلالها تجاريًا منذ عام 1952. وترتبط المناجم الحالية بنواذيبو على ساحل المحيط الأطلسي بمقدار 700 خط سكة حديد بطول كيلومتر.
يظهر الجبل مزرقًا بسبب التركيز العالي للمغنتيت وخام الحديد والمغناطيس الطبيعي. بسبب خصائصه المغناطيسية المتأصلة، يتسبب الجبل في تعطيل البوصلات الملاحية. سمحت الحقول المغناطيسية المماثلة بإكتشاف رواسب أخرى في المنطقة (أكسيد الحديد الأسود) في الستينيات.